# Sharon Kantor
Sharon Kantor (Avihayil, 28 gennaio 2003) è una velista israeliana, campionessa mondiale nella classe IQ Foil.

## Biografia
Sharon Kantor è nata nel 2003 ad Avihayil, dove ha anche trascorso la sua infanzia. La madre, Nurith Dinte, e il padre, Steven Kantor, sono originari rispettivamente di Australia e Sudafrica, ed entrambi sono giunti in Israele all'età di cinque anni. In particolare, il padre Steven è stato campione israeliano di squash, e per un decennio è stato presidente dell'Israel Squash Association. Ha due fratelli e due sorelle, di cui due più grandi di lei e due più piccoli. Ha frequentato le scuole medie alla Ramot Yam High School di Mikhmoret, diplomandosi con anche la lode.

## Carriera
Facente parte della società Michmoret Emek Efer, è allenata dall'ex windsurfista israeliano Shahar Tzuberi.

### Primi anni
Inizia a praticare il windsurf all'età di dieci anni, cominciando a undici a partecipare alle competizioni. Vince il suo primo titolo internazionale in una competizione Under-15, a tredici anni. Nel 2018 vince altri due trofei.

### 2023
Nel 2023 prende parte ai Campionati europei di IQFoil 2023, in cui riesce ad ottenere una medaglia d'argento, oltre che un argento nella categoria U21. A luglio vince la medaglia della gara preolimpica a Marsiglia, mentre in un'altra gara a dicembre vince la medaglia d'oro classificandosi davanti alle connazionali Tamar Steinberg e Katy Spichakov.

### 2024
Nel 2024, invece, partecipa ai Campionati mondiali di IQFoil 2024 a Lanzarote, in cui vince una medaglia d'oro, classificandosi davanti a Emma Wilson e Katy Spichakov. Con questa vittoria guadagna il diritto a partecipare ai Giochi olimpici di Parigi 2024. Ai Giochi olimpici vince la medaglia d'argento nell'IQFoil.

## Palmarès
- Giochi olimpici

Parigi 2024: argento nel IQ Foil.
- Mondiali di IQFoil

Lanzarote 2024: oro nel IQ Foil.
- Europei di IQFoil

Patras 2023: argento nel IQ Foil.